# Lichtvervuiling

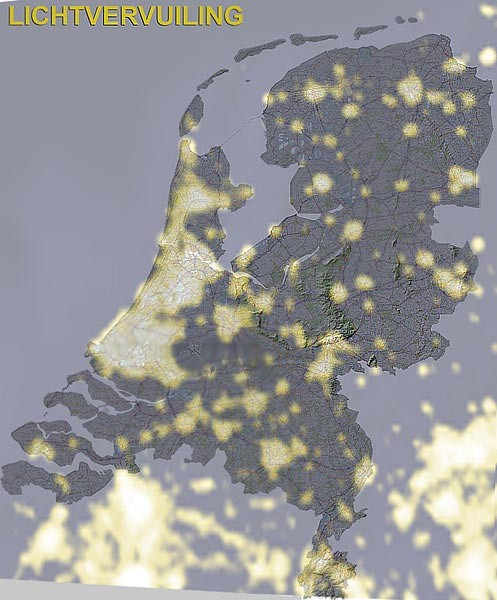
Lichtververvuiling in Nederland (situatie voor 2005).

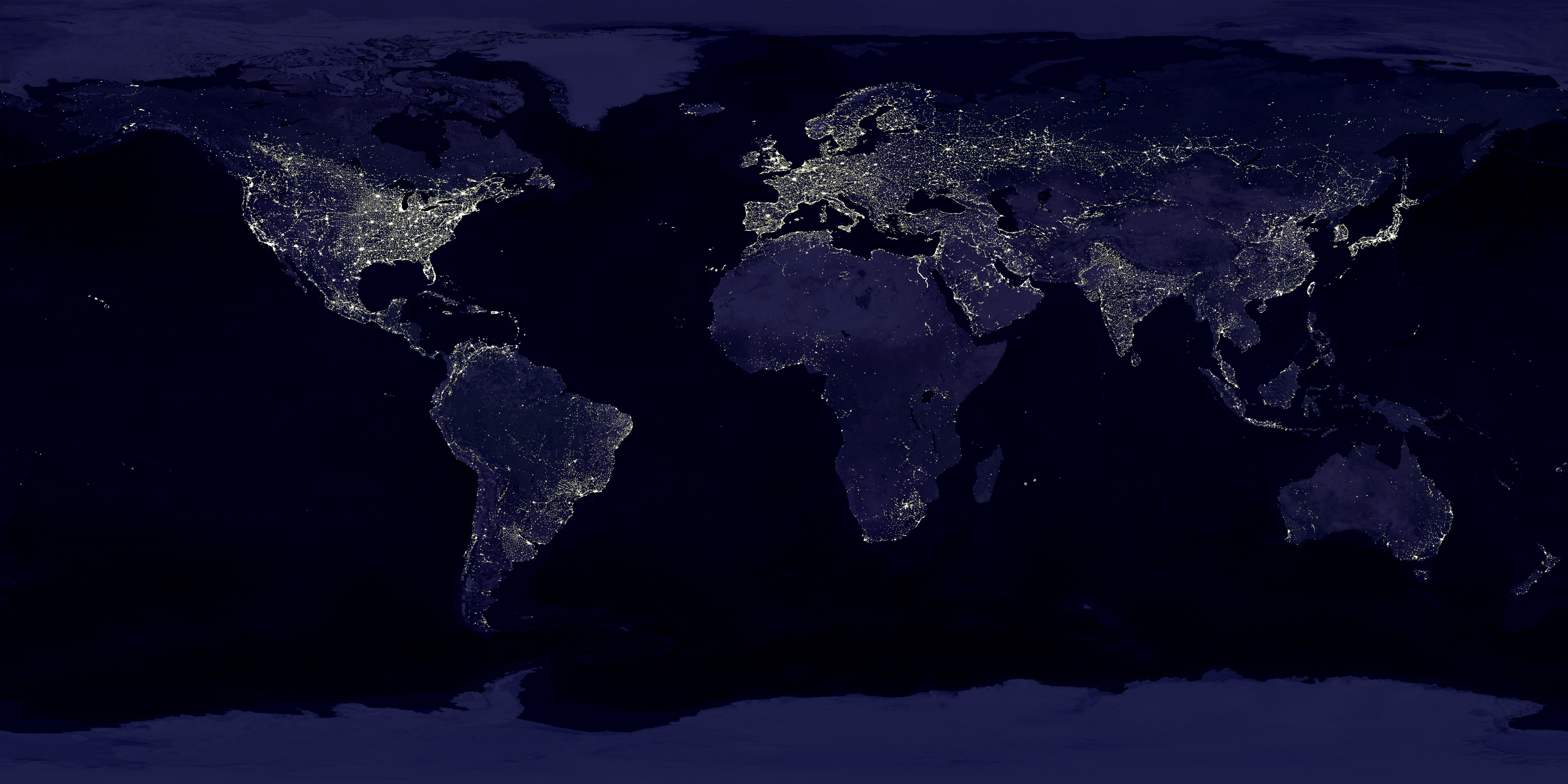
Samengestelde nachtfoto van de aarde. Duidelijk is te zien hoe de dichtbevolkte gebieden meer licht produceren.

Lichtvervuiling is verhoogde helderheid van de nachtelijke omgeving door gebruik van kunstlicht. Lichthinder is de overlast die mensen en dieren hiervan ondervinden.
Lichtvervuiling is een vrij recent fenomeen. Het overvloedig verlichten van allerhande plaatsen veroorzaakt ecologische schade. Nachtverlichting, zoals verlichting van snelwegen en straten, gebouwen, objecten en assimilatieverlichting in de glastuinbouw, kan het biologische dag- en nachtritme van mensen en dieren verstoren. Planten worden beïnvloed in hun groeiwijze. Ook astronomische waarnemingen worden erdoor bemoeilijkt.
De toenemende lichtvervuiling is de reden dat de J. C. Kapteyn Sterrenwacht in Roden buiten gebruik is geraakt. De daar opgestelde 61 cm-spiegeltelescoop is een van de grootste optische telescopen in Nederland. Het Planetron in Dwingeloo heeft de telescoop overgenomen en deze was daar van 2004 tot 2020 in gebruik.
De Stichting Natuur en Milieu en de provinciale milieufederaties van Nederland houden sinds 2005 op de dag dat de wintertijd ingaat, eind oktober, een "Nacht van de nacht", met veel nachtelijke natuurexcursies en andere publieksactiviteiten.

## Meting
De mate van lichtvervuiling kan redelijk eenvoudig nagegaan worden door middel van de Cassiopeia-test: de zwakste ster die nog net zichtbaar is wordt opgezocht, en via een omrekentabel wordt vervolgens bepaald hoeveel sterren er in totaal te zien zijn.

## Oorzaken
Lichthinder wordt veroorzaakt door:
- verkeerde plaatsing van lichtbronnen: de lichten worden zodanig geplaatst dat er rechtstreekse overdracht is van licht in de atmosfeer;
- te hoog vermogen van de lichtbronnen: door het hoog vermogen van de lichtbronnen is er een zeer sterke reflectie naar de atmosfeer;
- combinatie van beide;
- te veel lichtbronnen;
- te lang laten branden van lichtbronnen.

## Voor- en nadelen van lichtvervuiling

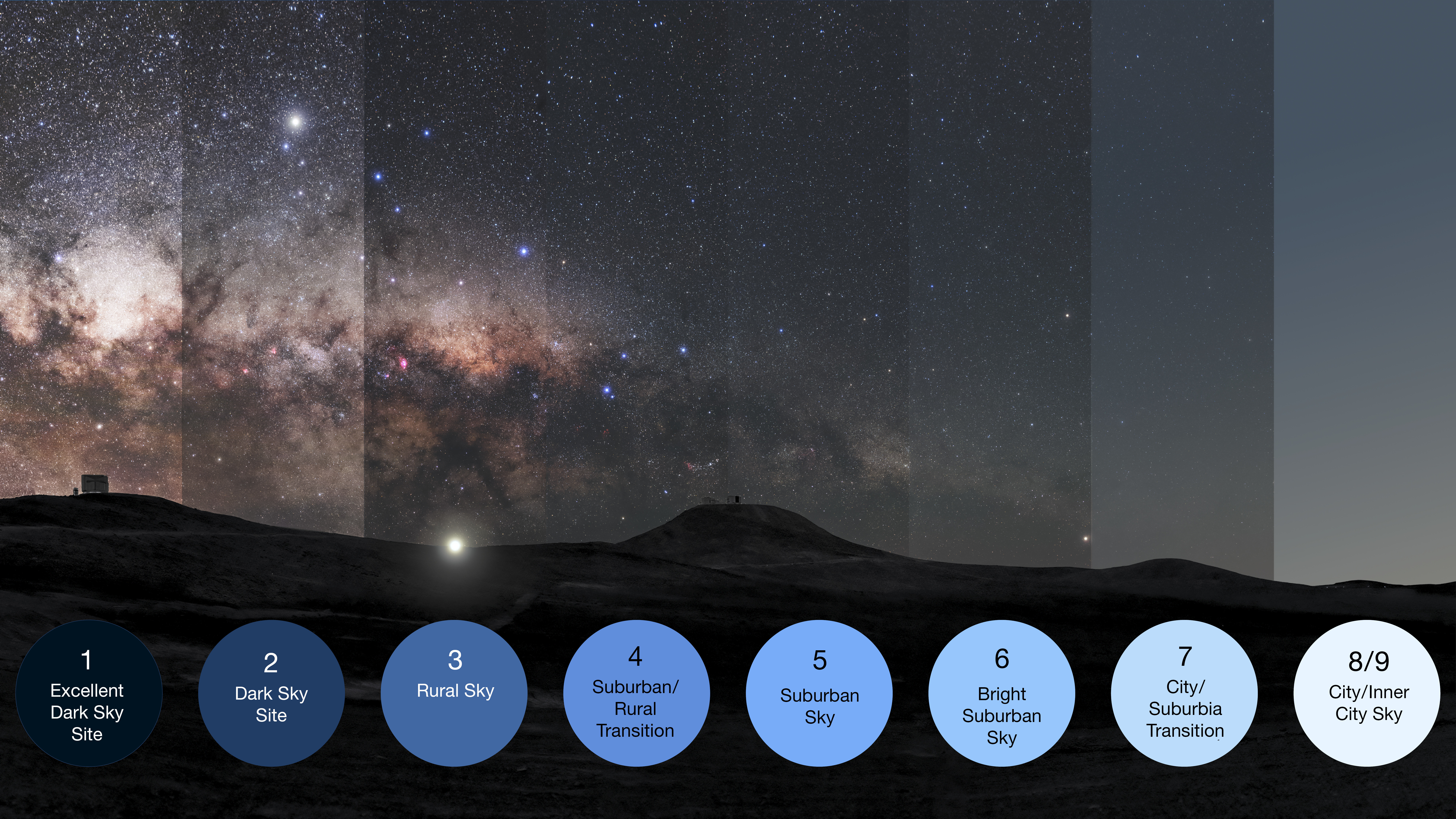
De invloed van lichtvervuiling op de astronomie

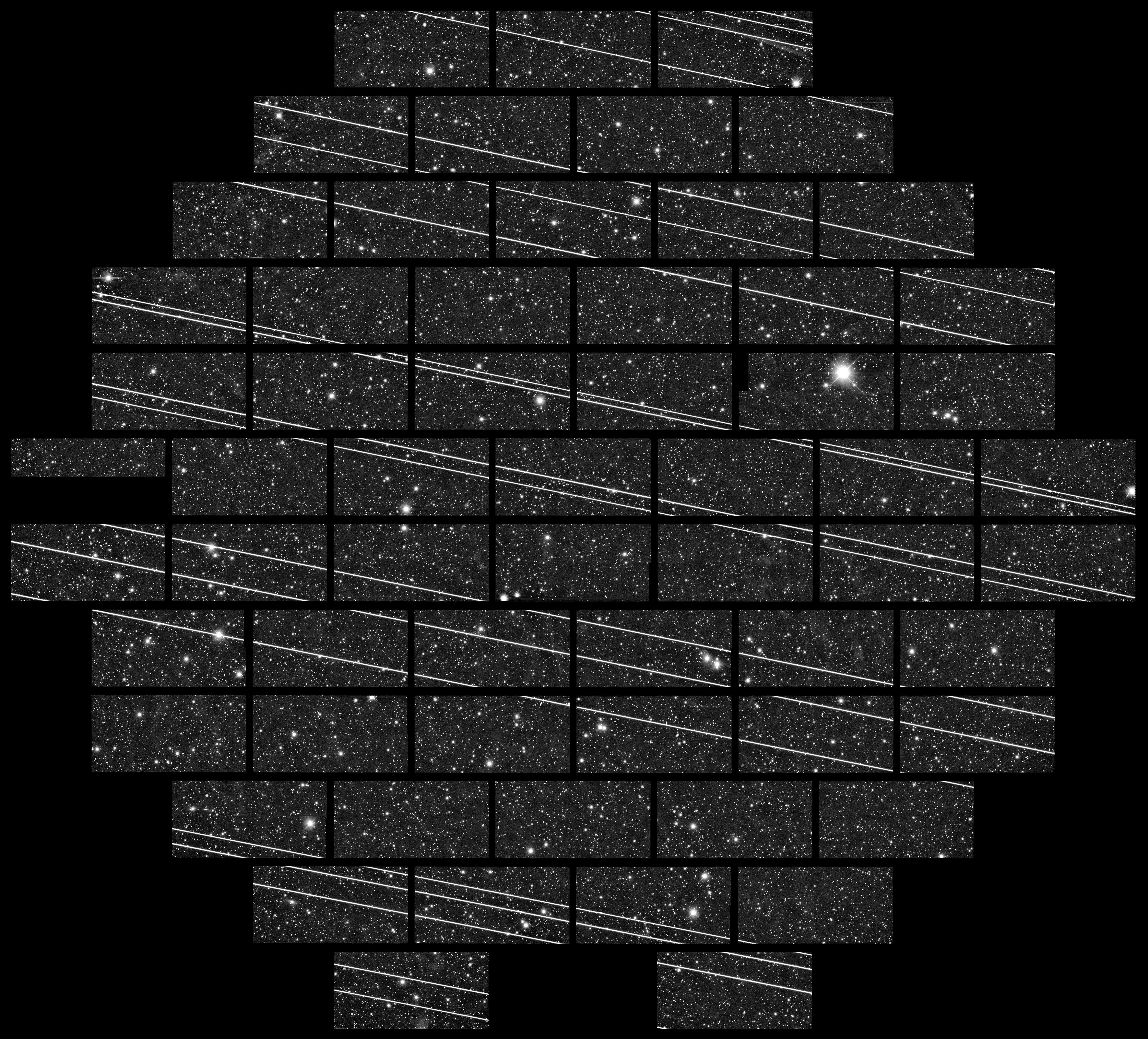
Lichtvervuiling door Starlink-satellieten